# IC 1777
IC 1777 је спирална галаксија у сазвјежђу Ован која се налази на листи објеката дубоког неба у Индекс каталогу.
Деклинација објекта је + 15° 12' 36" а ректасцензија 2h 6m 8,6s. Привидна величина (магнитуда) објекта IC 1777 износи 14,8 а фотографска магнитуда 15,6. IC 1777 је још познат и под ознакама MCG 2-6-29, CGCG 438-27, NPM1G +14.0071, PGC 8021.